# فیلیپ کلاییچ
فیلیپ کلاییچ (انگلیسی: Filip Kljajić؛ زادهٔ ۱۶ اوت ۱۹۹۰) یک بازیکن فوتبال اهل صربستان است. وی همچنین در تیم ملی فوتبال صربستان بازی کرده‌است.